# Lerista kendricki
Lerista kendricki este o specie de șopârle din genul Lerista, familia Scincidae, descrisă de Storr 1991. Conform Catalogue of Life specia Lerista kendricki nu are subspecii cunoscute.